# Carex faux-rubanier
Carex sparganioides
Espèce
Classification phylogénétique
Le Carex faux-rubanier (Carex sparganioides) est une espèce de plante nord-américaine de la famille des Cyperaceae.